# Parque de la Alameda
El parque de la Alameda es un parque-jardín de la ciudad de Vigo, situado en la plaza de Compostela, una zona comercial y de servicios cercana al puerto y al Casco Viejo. Es un jardín urbano de diseño formal, con árboles alineados, esculturas y fuentes. Ocupa una superficie de unos 9 000 metros cuadrados.

## Historia y diseño

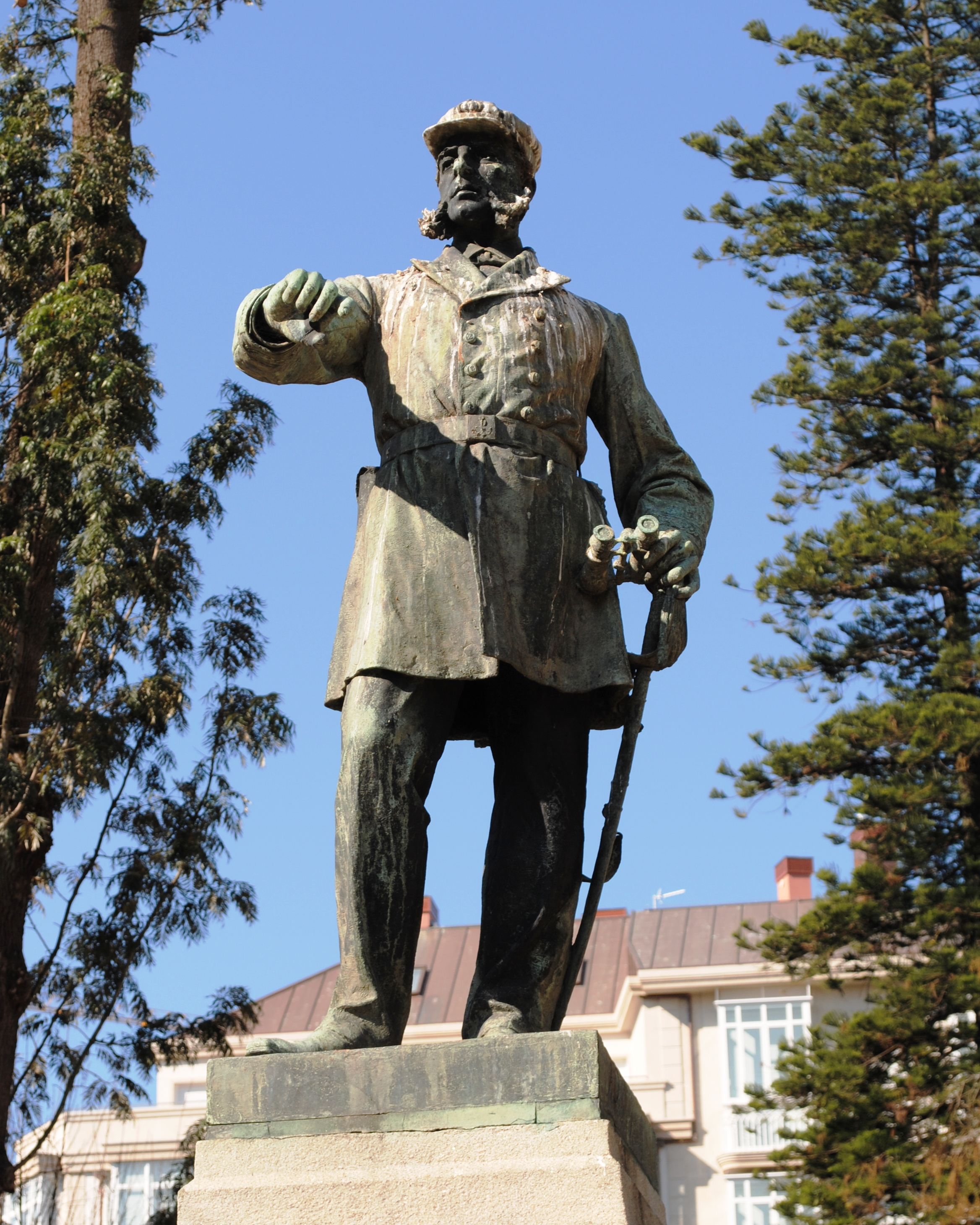
Monumento a Casto Méndez Núñez

Los jardines históricos de la plaza de Compostela se crean a finales del siglo XIX sobre un relleno ganado al mar, y constituyendo el primer jardín público urbano de la ciudad. El lugar para crear el parque hizo que el ayuntamiento de Vigo entrase en conflicto con la empresa (Empresa de los Muelles y Terrenos del Puerto de Vigo) que asumiera el relleno entre el muelle de la Laxe y la prolongación de la calle del Ramal (hoy en día calle de Colón). El pleito termina en 1877, cuando finalmente se ceden los terrenos de la Nueva Población al ayuntamiento.
El diseño del parque fue variando a lo largo de los años. En sus orígenes, era un jardín con forma de rectángulo cuyo lado mayor estaba orientado a la línea del mar; en el únicamente había un conjunto de árboles, 56 álamos blancos, de ahí el nombre de parque de la alameda.
La configuración actual se comienza a consolidar a partir de 1928; está formada por un gran corredor central con parterres laterales y una gran fuente central, con juegos de agua y luces, así como diferentes esculturas distribuidas a lo largo del parque.
Hoy en día la alameda es un pulmón en el corazón de la ciudad, una zona parcialmente peatonal con importantes edificios históricos y llena de cafeterías, hoteles y locales de ocio nocturno. Es también una de las zonas inmobiliarias más caras de la ciudad Olívica.

## Patrimonio natural
Los jardines de la alameda no cuentan actualmente con álamos. Cabe destacar, sin embargo, la riqueza y el valor botánico de algunas árboles, muchas de ellas centenarias. Abundan los árboles caducifolios, como los castaños de indias, también hay numerosas camelias, magnolias, tejos, araucarias y pinus. La vegetación del parterre son principalmente bujos y evónimos. Abundan las flores de temporada como los tulipanes, cáncaros y pensamientos.

### Otros jardines cercanos
Cerca del parque de la Alameda están los jardines de Eijo Garay, en el mismo Arenal, con pérgolas de rosas y palmeras. 

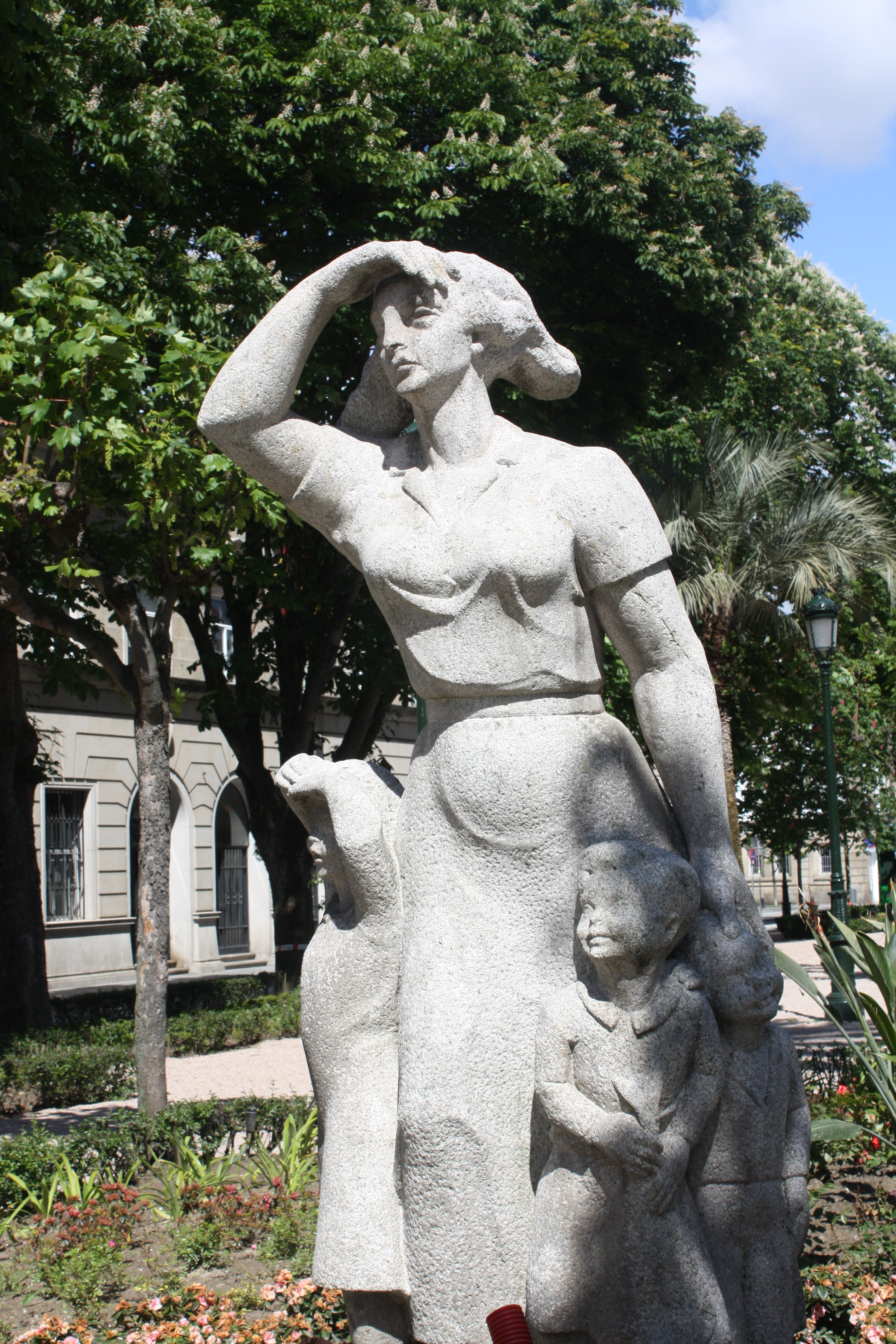
Despedida, estatua a la mujer del marinero, de Camilo Nogueira.

## Patrimonio artístico

### Esculturas
Las esculturas ubicadas parque son obra de Camilo Nogueira Martínez, José Luis Medina Castro y Pedro Dobao.
Las esculturas de Camilo Nogueira son, entre otras:
- “Maternidad”: figura de una madre que sostiene un niño en brazos apoyado con el hombro izquierdo.

- “Paz”: esbelta figura femenina que juega con unas palomas sobre su cabeza.

- “Despedida”: una madre con sus dos hijos.

Las obras de José Luís Medina son de tipo animal, en granito, y así encontramos la escultura de una hiena, un cisne o un caracol.
En el centro de los jardines se encuentra la estatua de Casto Méndez Núñez, obra del escultor Agustín Querol, construida en bronce. Méndez Núñez fue un marino vigués que tuvo bajo su mando la fragata Numancia, el primer acorazado que dio la vuelta al mundo.
La última de las esculturas instaladas en el parque data del año 2025, se trata de una obra de Pedro Dobao realizada en homenaje al escritor vigués Domingo Villar, retratándolo sentado en un banco con sus libros enfrente de su domicilio familiar.

### Arquitectura
Entre las edificaciones más destacadas que tienen fachada a la plaza de Compostela están la Casa de Prudencio Nandín (1892 y 1900) de Jenaro de la Fuente Domínguez, la Casa Yáñez (1900) de Michel Pacewicz, la Casa de Correos y Telégrafos (1920-1929) de Manuel Gómez Román o el Edificio Iglesias Curty (1940) de Jenaro de la Fuente Álvarez.

## Eventos
En la Alameda de la plaza de Compostela se celebran periódicamente las ferias del libro nuevo y del libro usado.
|                                                 |
| Imagen nocturna de una obra de Camilo Nogueira. |

|                              |
| Alborada de Camilo Nogueira. |

|                                                       |
| Imagen nocturna de una escultura de José Luis Medina. |

|                                               |
| A Rubén Darío: Principe del verso castellano. |